# 쿠바의 연인
"쿠바의 연인"(Novio cubano, Cuban boyfriend)은 한국에서 제작된 정호현 감독의 2010년 다큐멘터리, 멜로/로맨스 영화이다. 오리엘비스 등이 주연으로 출연하였다.

## 출연

### 주연
- 오리엘비스
- 정호현